# NGC 2564
NGC 2564 é uma galáxia elíptica (E-S0) localizada na direcção da constelação de Puppis. Possui uma declinação de -21° 48' 58" e uma ascensão recta de 8 horas, 18 minutos e 30,0 segundos.
A galáxia NGC 2564 foi descoberta em 28 de Janeiro de 1837 por John Herschel.